# Азеотропне смеше
Азеотропне смеше су смеше које не мењају свој састав при преласку из течног у гасовито агрегатно стање. Назив су добиле од грчких речи које у дословном преводу значе "кључа непромењено", то јест ако се изводи фракциона дестилација, као крајњи резултат добијају се одвојена чиста компонента А и азеотропни раствор.
Прво се мислило да су они независна хемијска једињења, док се није доказало да се променом притиска мења и састав смеше. Познати пример је раствор HCl у H2O, који има максималну тачку кључања од 108,58 °C за концентрацију од 20,222% HCl.

## Идеални раствори
Идеални раствори су смеше код којих су кохезионе силе једнаке између молекула у чистом стању и у смеши. Ако се раствор састоји из компонената А и Б, силе између А и А биће једнаке са онима између А и Б, као и Б и Б.

## Напон паре
Напон паре је важна карактеристика у теорији раствора. Њеним проучавањем у зависности од температуре, притиска и концентрације добијају се подаци о особинама истих. Напон паре компоненте А може се дефинисати као тенденција испаравања компоненте из раствора. За раствор се каже да је идеалан ако је тенденција испаравања сваке компоненте пропорционална молском уделу компоненте у раствору. Из дефиниције идеалног раствора следи да је понашање молекула независно од тога каква им је околина.

## Раулов закон
Термодинамички закон за идеалне смеше први је поставио Франсоа Мари Раул 1886. године. Закон се дефинише формулом p=p0*x, где је p парцијални напон паре компоненте А изнад раствора, p0 је напон паре чисте течности A, док је x молска фракција компоненте A на истој температури. Напон паре течности се смањује ако се компонента Б дода чистој течности А.

## Одступање од Рауловог закона
Раулов закон подразумева једнообразност међумолекулских сила, коју постиже мали број раствора. Једнакост захтева поштовање два термодинамичка услова: не сме доћи до промене запремине раствора приликом мешања и не сме постојати топлота растварања. Постоје две врсте одступања од закона идеалног раствора.

## Врсте одступања од Рауловог закона
- Позитивно одступање од закона је присутно код смеше угљен-диоксида и ацетона. Док би идеалан раствор следио испрекидане линије на дијаграму, позитивно одступање карактеришу више вредности напона паре. Ако je F(A-A)>F(A-Б)<F(Б-Б), као последица слабих кохезионих сила између компонената јавља се већа тежња за испаравањем компоненте из раствора. Као резултат јавља се удањаваље од потпуне мешљивости компоненти раствора. Она се одражава повећавањем запремине при мешању, као и апсорбовањем топлоте приликом истог. Често је за водене растворе.
- Негативно одступање је присутно у смеши хлороформа и ацетона. Ако je F(A-A)<F(A-Б)>F(Б-Б), због веће привлачне силе између различитих молекула у раствору од привлачних сила између истих молекула у чистим течностима, чежња компонената за одлажењем из раствора мања је од оне у чистим компонентама. Последица јаких сила је ослобађање топлоте при мешању и смањење запремине раствора.

Негативно одступање даје максимум тачке кључања на дијаграму стања, док позитивно даје минимум на истом. Тада пара у равнотежи са течношћу садржи мању количину компоненте која повећава напон паре када се додаје систему. У максимуму или минимуму криве напона паре, пара и течност имају исти састав.

## Раздвајање компоненти азеотропног раствора
Дестилација је један од примарних поступака за раздвајање раствора на компоненте. Пошто дестилацијом није могуће раздвојити компоненте азеотропне смеше, постављају се различите теорије о азеотропним смешама као самосталним једињењима. Ипак, посебним врстама дестилација, променом притиска или додавањем одређених супстанци могуће је доћи до тражених компоненти.